# 鸿鹰街道
鸿鹰街道，是中华人民共和国河南省平顶山市卫东区下辖的一个乡镇级行政单位。

## 行政区划
鸿鹰街道下辖以下地区：
天宏社区、鸿鹰社区、东联南社区和大营村。